# Undersåten
Undersåten (tyska: Der Untertan) är en satirisk roman från 1918 av Heinrich Mann och författarens mest kända. Den första svenska utgåvan utkom 1919 i översättning av Gösta Gideon Molin och en ny översättning av Nils Holmberg utkom 1980.
Manuset var klart två månader före första världskrigets utbrott 1914, men publicerades inte förrän vid krigets slut 1918. Det är en uppgörelse med småborgerlighetens auktoritetstro i det wilhelminska Tyskland.
1951 filmatiserades romanen i Östtyskland (DEFA) i regi av Wolfgang Staudte, med samma titel.